# 大越和加
大越 和加（おおこし わか、1960年 - ） は、日本の海洋学者。東北大学大学院農学研究科教授、日本学術会議会員。元日本ベントス学会会長。

## 人物・経歴
宮城県仙台市生まれ。1983年東北大学農学部水産学科卒業。1988年東北大学大学院農学研究科水産学専攻博士課程修了、農学博士、千葉県立中央博物館研究員。東北大学農学部教務職員（文部科学技官）、アルバータ大学動物学科客員研究員等を経て、1998年国際協力事業団短期専門家（渡チリ）。2000年南極地域観測隊員（夏隊）。2007年東北大学大学院農学研究科准教授。
2008年福島海区漁業調整委員会委員。2014年宮城県自然環境保全審議会委員。2016年仙台市環境審議会委員、宮城県内水面漁場管理委員会委員。2017年日本学術会議連携会員。2018年東北大学大学院農学研究科教授。2019年日本ベントス学会会長、農林水産省国立研究開発法人審議会委員、福島県水産業振興審議会会長。2022年日本学術会議会員。専門は多毛類生態学、生物海洋学。

## 著作

### 著書
- 『ママ、南極へ行く！』主婦の友社 2003年

### 編書
- 『海のブラックバスサキグロタマツメタ : 外来生物の生物学と水産学』（大越健嗣と共編）恒星社厚生閣 2011年

### 監修
- 『クジラとイルカ : 海も地球も大研究！』（山田格と総監修）偕成社 2009年
- 『生命のれきし : はじめて読む'進化'の本』絵本塾出版 2019年
- 『宇宙のれきし : はじめて読む'太陽系'の本』絵本塾出版 2019年
- 『人間のれきし : はじめて読む'人類'の本』絵本塾出版 2020年
- 『気候変動のれきし : はじめて読む'地球を救う方法'の本』絵本塾出版 2022年